# Logelei
Die Logelei ist eine Rubrik von Rätseln aus dem Bereich der Unterhaltungsmathematik in der deutschen Wochenzeitung Die Zeit. Die Beiträge sind dabei meist in kurze Texte eingebettet, die zur Vermittlung von Hintergrundinformationen oder kürzeren Erzählungen dienen.

## Geschichte
Die Logelei erschien erstmals am 4. April 1963 und begann mit den Worten „Mögen Sie Logeln?“. Später erfolgte die Verschiebung ins seit 1970 erscheinende Zeitmagazin, wo sie bis heute wöchentlich erscheint. Während das ZEIT-Magazin von 1999 bis 2007 eingestellt war, wurde die Logelei auf der Spieleseite im Ressort „Leben“ weiter abgedruckt.
Autor der Logelei war bis Januar 2004 unter seinem Pseudonym Zweistein Thomas von Randow; ein Mitarbeiter war der Hamburger Mathematikprofessor Lothar Collatz, der diese auch anfangs  redigierte. Seither wird die Logelei von Bernhard Seckinger (* 1972; Drittplatzierter bei den Deutschen Rätselmeisterschaften 2006, mit der deutschen Nationalmannschaft Vizeweltmeister 2006 der World Puzzle Federation) und dem Düsseldorfer Mathematikprofessor Immanuel Halupczok (* 1975; mit der deutschen Nationalmannschaft Rätselweltmeister 2005) und Verwendung des gleichen Pseudonyms verfasst.

## Inhalt
Als Logelei erscheint pro Woche ein Rätsel, meist aus einer der folgenden Kategorien:
- Kreuzzahlrätsel
- Alphametiken und Musimetiken
- Rätsel mit Lügnern (d. h. eine Anzahl Personen machen Aussagen übereinander; es gilt herauszufinden, wer von ihnen lügt)
- Logikrätsel
- Geometrieaufgaben
- sporadisch Kakuro und Japanische Summen